# Университет Либерии
Университет Либерии (англ. University of Liberia (UL) — государственное высшее учебное заведение, расположенное в Монровии, столице Либерии. Главное здание университета расположено в Монровии на территории кампуса городского типа. Занимает 2-ю строчке национального рейтинга вузов Либерии.
Имеет четыре кампуса; включая кампус Capitol Hill в Монровии, кампус Fendall в Луизиане, за пределами Монровии, кампус медицинской школы в городе Конго и кампус Straz-Sinje, расположенный в округе Sinje Grand Cape Mount County. В университете обучается около 18 000 студентов, и он является одним из старейших высших учебных заведений Западной Африки.

## История

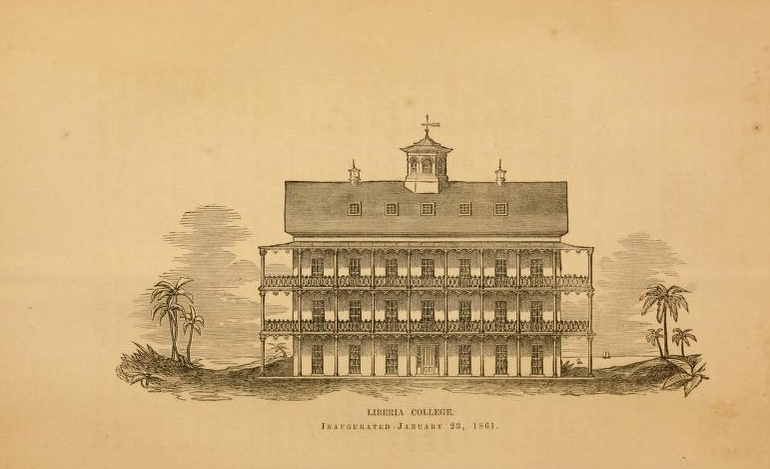
Либерийский колледж в 1862 году

Основан как Либерийский колледж в 1862 году. Фактически работу начал в 1863 году. В 1951 году Дж. Макс Бонд с помощью нескольких преподавателей, включая Фатиму Массакву и правительства, реорганизовал колледж в университет. С тех пор получил своё нынешнее название.
Университет Либерии — среднее по размерам учебное заведение, вмещающее не более 20 тысяч учащихся. Академический состав университета включает 1500 преподавателей. Студентам учебного заведения доступны различные программы по международному обмену.
Университет Либерии является старейшим учебным заведением Западной Африки, присуждающим ученую степень.

## Структура
В составе университета шесть колледжей — Либерийский колледж социальных и гуманитарных наук, Колледж бизнеса и государственного управления, Колледж общих исследований и Колледж науки и технологий Т. Дж. Р. Фолкнера (TJR Faulkner College of Science and Technology). Кроме того, есть ещё Педагогический колледж Уильяма Табмана и Колледж сельского и лесного хозяйства Уильяма Толберта, оба названы в честь президентов Либерии.
Лекции проводятся на английском языке, учебный год длится с марта по декабрь. Степень бакалавра выпускники получают после четырёх лет обучения, степень магистра — ещё через два года. Докторские степени в области медицины присуждаются по завершении семилетней программы.

## Известные преподаватели и выпускники
- Баркли, Артур
- Блайден, Эдуард Уилмот (ректор)
- Бокай, Джозеф
- Гибсон, Гарретсон Уилмот (ректор)
- Граймс, Луи Артур
- Джонсон-Моррис, Фрэнсис
- Доу, Сэмюэл Каньон
- Коллинз, Уилмот
- Кпормакпор, Дэвид Дональд
- Сойер, Амос
- Тейлор, Джуэл
- Чизмен, Джозеф Джеймс